# Liste der Einträge im National Register of Historic Places im Lyon County (Kentucky)

Lage des Lyon County in Kentucky

Die Liste der Einträge im National Register of Historic Places im Lyon County in Kentucky führt die Bauwerke und historischen Stätten im Lyon County auf, die in das National Register of Historic Places aufgenommen wurden.
| [ 2 ] | Name                            | Bild                            | Eintragsdatum        | Lage                                          | Ort       | Beschreibung |
| ----- | ------------------------------- | ------------------------------- | -------------------- | --------------------------------------------- | --------- | ------------ |
| 1     | Kelly’s Suwanee Furnace Office  |                                 | 1971 ID-Nr. 71000351 | Adresse nicht veröffentlicht                  | Kuttawa   |              |
| 2     | MAMIE S. BARRETT (Schlepper)    |                                 | 1983 ID-Nr. 83002811 | Eddy Creek Marina 37° 0′ 27″ N, 88° 1′ 1″ W   | Eddyville |              |
| 3     | Old Eddyville Historic District | Old Eddyville Historic District | 1981 ID-Nr. 81000285 | Abseits der KY 730 37° 2′ 52″ N, 88° 4′ 34″ W | Eddyville |              |
| 4     | Whalen Site (125-Ly-48)         |                                 | 1983 ID-Nr. 83002812 | Adresse nicht veröffentlicht                  | Kuttawa   |              |